# Zethus spegazzinii
Zethus spegazzinii är en stekelart som först beskrevs av Brethes 1906.  Zethus spegazzinii ingår i släktet Zethus och familjen Eumenidae. Inga underarter finns listade i Catalogue of Life.